# Un Natale in giallo
Un Natale in giallo è una raccolta di racconti ambientati durante il periodo natalizio in cui sette giallisti, italiani e stranieri, pongono i rispettivi personaggi ricorrenti al centro di vicende non prettamente poliziesche – o nelle quali il tema criminoso rimane comunque sullo sfondo – privilegiando piuttosto il lato intimo e personale della narrazione.

## La struttura
Poiché i protagonisti dei racconti sono tutti personaggi che compaiono in numerose narrazioni precedenti dei rispettivi autori, ciascun racconto è accompagnato da una breve nota editoriale che contiene cenni storici o biografici utili ai lettori che eventualmente non li avessero ancora conosciuti.

## L'antologia
- Natale nella casa di ringhiera, di Francesco Recami [protagonista: Amedeo Consonni]
- Un Natale di Petra (Petra en Navidad, traduzione di Maria Nicola), di Alicia Giménez-Bartlett [protagonista: ispettrice Pedra Delicado]
- Come fu che cambiai marca di whisky, di Santo Piazzese [protagonista: Lorenzo La Marca]
- A Natale con chi vuoi, di Carlo Flamigni [protagonista: Primo Casadei, detto "Terzo"]
- La mossa del geco, di Gian Mauro Costa
- L'esperienza fa la differenza, di Marco Malvaldi [protagonisti: Massimo Viviani e i vecchietti del BarLume]
- Il giaciglio d'acciaio (The Iron Bed, traduzione di Judy Faellini),

## Cronologia
Le storie dei racconti, ambientate in vari luoghi e tutte indipendenti l'una dall'altra, si collocano in epoche differenti del presente e del passato. Sono accomunate soltanto dall'ambientazione nel periodo natalizio.

## Edizioni
- A.A.V.V., Un Natale in giallo, p. 318, Sellerio Editore, Palermo, 2011 – ISBN 9788838926372
- A.A.V.V., Un Natale in giallo. Versione e-book; dimensione: 0.39 MB; protezione: Adobe DRM, Sellerio Editore, 2011